# Erythroxylum vacciniifolium
Erythroxylum vacciniifolium és una espècie de la família Erythroxylaceae. El nom catuaba s'utilitza al Brasil per anomenar les infusions de l'escorça de nombrosos arbres. Les escorces més utilitzades deriven dels arbres Trichilia catigua i Erythroxylum vacciniifolium. Unes altres preparacions de catuaba que utilitzen l'escorça venen dels següents gèneres i famílies:Anemopaegma, Ilex, Micropholis, Phyllanthus, Secondatia, Tetragastris i espècies de la myrtaceae. Són arbres no molt grans de fusta dura, compacta i l'escorça té una tonalitat vermella-marronosa; d'aquí prové el nom. Erythroxylum: fusta vermella. La catuaba és una planta brasilera molt utilitzada a nivell popular com afrodisíaca, encara que desgraciadament existeix molta confusió amb altres espècies també denominades de la mateixa manera.

## Morfologia
Aquests arbres d'uns 2 a 4 metres d'alçada, tenen la tija de tipus llenyosa amb glabre; les fulles amb disposició alterna, simples i enteres, en principi amb estípules caduques. La fulla té un aspecte coriaci, una forma oval, inserció a la tija amb pecíol molt curt, nervi mitjà amb nervadura pennada i els laterals marcats. Les fulles contenen els diversos alcaloides.
Les eritroxilàcies tenen un androceu amb 10 estams soldats, un gineceu de tres carpels soldats i l'ovari segons la posició de la resta de peces florals és súper. El tipus d'inflorescència de les flors és en umbel·la. Aquestes són actinomorfes amb 5 pètals de color groc-ataronjat i tenen el calze de color marró fosc amb cinc sèpals.
Aquest arbre té un fruit drupaci, de forma oval i d'un color groc-fosc.

## Ecologia
La catuaba creix a la part septentrional del Brasil, en el bosc tropical de l'Amazones, de Pará, de Pernambuco, de l'estat de Bahia, de Maranhao, i d'Alagaos; al Brasil es coneix com a Brasilensis juniperus.

## Farmacologia
La part utilitzada d'aquesta planta és l'escorça. Els components químics de la catuaba inclouen:
- 3 alcaloides, catuabina A, B, C, D i yohimbina
- tanins
- olis aromàtics
- resines grasses
- fitosterols
- ciclolignans
- sesquiterpens
- flavonoides alcaloides

Catuaba no conté cap dels principis actius dels alcaloides de la cocaïna.
Augmenten la funció sexual i estimulen el sistema nerviós central.

### Usos medicinals
(Erythroxylum catuaba) s'utilitza en l'actualitat com a afrodisíac, augmentant el desig sexual d'homes i dones, i un estimulant del cervell i dels nervis. Una decocció de l'escorça s'utilitza normalment per:
- la impotència sexual (debilitat sexual)
- agitació
- nerviosisme
- insomni
- tònic general
- dolor
- debilitat nerviosa
- mala memòria (malaltia d'Alzheimer i la demència) o l'oblit
- astènia, esgotament físic i mental.

### Accions farmacològiques
Contra problemes sexuals (afrodisíaca), que conté nervina (calma els nervis), i ajuda contra la lluita de l'ansietat.
Últimes investigacions han confirmat l'acció d'Erythroxylum catuaba com un eficaç analgèsic, antibacterià, antiviral, vasodilatador, vasorelaxant. 

### Toxicitat i contraindicacions
Les reaccions adverses que pot causar el consum de catuaba són una prolongació dels seus propis efectes terapèutics. Símptomes neurològics i psicològics: nerviosisme, insomni i excitabilitat. A dosis elevades, la catuaba, degut a la presència d'alcaloides de tipus atropínic pot produir paràlisi perifèrica de les fibres musculars llises de la pupil·la causant una intensa midriasi. Normalment, s'observa, amb dosis majors de 21g de pols diaris en forma de càpsules. Actualment encara no s'han fet estudis sobre la seva toxicitat, però la seva llarga història d'ús al Brasil ha informat de l'absència de toxicitat o efectes nocius.
Hipersensibilitat a qualsevol component del medicament. Ansietat, nerviosisme i insomni.
La catuaba podria agreujar la crisis d'angoixa i nerviosisme degut als efectes estimulants sobre el sistema nerviós central.
No s'han realitzat assajos clínics amb éssers humans i per aquest motiu catuaba només s'accepta en casos d'absència d'alternatives terapèutiques més segures.
És recomanable no consumir aquesta substància durant l'embaràs, lactància o infància.

### Administració
S'administra en forma de càpsules, com extracte líquid o infusions.

## Història
Aquesta planta té els seus orígens al Brasil. Es parla de dues espècies: Una "gran catuaba", que és Trichilia catigua i una "petita catuaba" que és Erythroxylum catuaba. Les eritroxilàcies, el principal gènere, Erythroxylum, conté diverses espècies que són fonts de cocaïna. Catuaba no conté cap dels principis actius dels alcaloides de la cocaïna. La història de és molt llarga començant pels indis Tupi al Brasil que van descobrir les seves qualitats afrodisíaques i van arribar a compondre moltes cançons referint-se i elogiant les seves propietats.
Avui en dia es troba arreu del món degut a l'exportació.
Es diu que catuaba deriva de l'arbre Erythroylum catuaba però aquest arbre només s'ha arribat a descriure un cop l'any 1904 per A.José da Silva i degut a això el nom E. catuaba no és una espècie reconeguda. Raymond Hamet l'any 1938 va tornar a observar Erythroxylum catuaba i es va adonar que la descripció i la il·lustració d'aquesta espècie per A. José da Silva no corresponia amb les altres espècies del gènere Erythroxylum. Hamet va arribar a la conclusió que Erythroylum catuaba era possiblement una Trichilia. Durant els següents anys hi va haver moltes especulacions d'on podia provenir. L'han arribat a associar amb Anemopaegma arvense (Vell.) (Família Bignoniaceae) i Erythroxylum vaccinifolium Martius (1840). Una última investigació per Kletter el 2004 ha descobert que la droga catuaba es ven com a Anemopaegma mirandum o Trichilia catigua però que realment prové d'aquesta última (Trichilia catigua).